# Lera Boroditsky
Lera Boroditsky (nacida alrededor de 1976, Bielorrusia) es una investigadora y profesora en el campo de la ciencia cognitiva cuyo trabajo se enfoca en el área del lenguaje y la cognición, contribuyente a la teoría de la relatividad lingüística. Según la revista Utne Reader es una de los veinticinco visionarios que están cambiando el mundo. Recibió una beca Searle, una beca McDonnell, un premio CAREER de la Fundación Nacional para la Ciencia y un reconocimiento como científica distinguida de la Asociación Estadounidense de Psicología.[cita requerida]

## Biografía
Boroditsky se graduó con un título en ciencia cognitiva de la Universidad del Noroeste en Evanston (Illinois). Posteriormente asistió a la Universidad de Stanford, donde obtuvo su doctorado en psicología cognitiva. Allí trabajó bajo la tutela de Gordon Bower, quien fue su director de tesis. Boroditsky también realizó investigaciones y fue profesora asistente de psicología, filosofía y lingüística en Stanford. Es profesora asociada de ciencias cognitivas en la Universidad de California en San Diego (UCSD), así como redactora jefe de Fronteras en Psicología Cultural. Su investigación se centra en las interacciones entre el lenguaje, la cognición y la percepción, y combina métodos y conocimientos de la lingüística, la psicología, la neurociencia y la antropología.[cita requerida]
Su trabajo ha proporcionado nueva evidencia sobre la cuestión controvertida de si la lengua que hablamos moldea nuestra forma de pensar (relativismo lingüístico e hipótesis de Sapir-Whorf). En su investigación hace uso de ejemplos empíricos entre distintos idiomas en los cuales existen diferencias en el pensamiento y la percepción que se originan a raíz de diferencias léxicas y sintácticas. Su obra ha influido en los campos de la psicología, la filosofía y la lingüística al brindar evidencia en contra de la noción de que la cognición humana es universal e independiente de la lengua y la cultura. Ha recibido diversos premios por su investigación, incluyendo un premio CAREER de la Fundación Nacional para la Ciencia, el premio Marr de la Cognitive Science Society, además de haber recibido las becas Searle y McDonnell. Además de su trabajo académico, Boroditsky también imparte conferencias de ciencia popular al público en general, y su trabajo ha recibido cobertura de los medios de comunicación.

## Investigación
Boroditsky es conocida por su investigación relacionada con las ciencias cognitivas, cómo el lenguaje afecta la forma en que pensamos y otros temas de la lingüística relacionados. Uno de sus mayores temas de investigación se enfoca en cómo personas con diferentes contextos lingüísticos actúa o tiene comportamientos distintos ante ciertos eventos. A nivel individual, Boroditsky está interesada en cómo las lenguas que hablamos influyen y moldean la forma en que pensamos. Ha hecho estudios comparativos entre hablantes nativos de inglés y hablantes de otros idiomas y las diferencias que existen en su forma de pensar ante un cierto escenario. Por ejemplo, el inglés y el ruso diferencias entre tazas y vasos, pero mientras que en ruso la diferencia entre una taza y un vaso está dada por su forma, en inglés se hace por el material.
Otro ejemplo de su trabajo es cómo demostró la diferencia en la organización del tiempo y espacio entre el inglés y el mandarín. En su artículo Does Language Shape Thought? Mandarin and English Speakers' Conceptions of Time (2001), Boroditsky ha defendido una versión débil de la relatividad lingüística, basándose en sus estudios comparativos acerca de tiempos gramaticales con hablantes de inglés y de mandarín. Según argumenta, los hablantes de inglés conciben el transcurso del tiempo de forma análoga a como entenderían un movimiento espacial horizontal, mientras que los hablantes nativos de mandarín lo asocian más a un a un movimiento vertical. También ha defendido que estas diferencias en la conceptualización no resultan determinantes, en tanto que es posible enseñar a los hablantes de una lengua a pensar del mismo modo que los de la otra sin tener que enseñarles un nuevo idioma. Por tanto, y de acuerdo con Boroditsky, la lengua materna tendría efectos sobre la cognición, pero estos no serían determinantes.
Boroditsky también ha investigado sobre las metáforas y su relación con el crimen. Su trabajo sugirió que algunas metáforas convencionales y sistemáticas influyen en la manera que las personas razonan sobre los problemas que describen. Por ejemplo, encontró que la gente tenía más disposición a luchar contra una «bestia» criminal por medio del incremento de la fuerza policial, mientras que por otro lado era propensa a diagnosticar y tratar un «virus» criminal a través de la reforma social.

## Publicaciones
- Boroditsky, L. (2003), «Linguistic relativity»,  en Nadel, L., ed., Encyclopedia of cognitive science, London: Macmillan, pp. 917-922.
- Boroditsky, L.; Schmidt, L.; Phillips, W. (2003), «Sex, syntax, and semantics»,  en Gentner, D.; Goldin-Meadow, S., eds., Language in mind: Advances in the study of language and thought, Cambridge, MA: MIT Press, pp. 61-80.
- Boroditsky, L. & Ramscar, M. (2002). The roles of body and mind in abstract thought. Psychological Science, 13(2), 185–188.
- Boroditsky, L. (2001). Does language shape thought? English and Mandarin speakers' conceptions of time. Cognitive Psychology, 43(1), 1–22.
- Boroditsky, L. (2000). Metaphoric Structuring: Understanding time through spatial metaphors. Cognition, 75(1), 1–28.